# Crotalaria peltieri
Crotalaria peltieri är en ärtväxtart som beskrevs av Roger Marcus Polhill. Crotalaria peltieri ingår i släktet sunnhampor, och familjen ärtväxter. Inga underarter finns listade i Catalogue of Life.